# Kobourgkogel
Kobourgkogel är en kulle i Antarktis. Den ligger i Östantarktis. Nya Zeeland gör anspråk på området. Toppen på Kobourgkogel är 776 meter över havet, eller 145 meter över den omgivande terrängen. Bredden vid basen är 1,1 km.
Terrängen runt Kobourgkogel är varierad. Trakten är obefolkad. Det finns inga samhällen i närheten.